# Cratere Glauber
Glauber è un cratere lunare, intitolato al chimico tedesco Johann Rudolph Glauber e situato a nord del cratere Mendeleev sul lato nascosto della Luna. Il cratere si trova oltre il bordo irregolare di Mendeleev, ma all'interno della copertura esterna di materiali espulsi (ejecta). È un cratere di forma circolare con un bordo poco eroso. Le parti interne scendono verso una piccola superficie interna che presenta un picco centrale e ha un diametro pari a circa un terzo quello del cratere.

## Crateri correlati
Alcuni crateri minori situati in prossimità di Glauber sono convenzionalmente identificati, sulle mappe lunari, attraverso una lettera associata al nome.